# هیتسهوفن
هیتسهوفن (به آلمانی: Hitzhofen) یک شهر در آلمان است که در آیشتت واقع شده‌است.

## خصوصیات
هیتسهوفن ۳۳٫۸۲ کیلومترمربع مساحت دارد ۴۴۵ متر بالاتر از سطح دریا واقع شده‌است.